# Josh Sborz
Joshua Alan Sborz (Washington D. C., Estados Unidos, 17 de diciembre de 1993), más conocido como Josh Sborz, es un jugador profesional estadounidense de béisbol que se desempeña en la posición de lanzador en Texas Rangers, equipo de las Grandes Ligas de Béisbol (MLB).

## Carrera
Sborz hizo su debut en la MLB con el equipo Los Angeles Dodgers, en el cual jugó dos temporadas (2019-2020), después pasó a Texas Rangers, donde lleva jugando cuatro temporadas.